# فرقان بولات
فرقان بولات (بالتركية: Furkan Polat)‏ هو لاعب كرة قدم تركي في مركز الوسط، ولد في 20 أبريل 1998 في Kocasinan ‏ في تركيا. لعب مع Çanakkale Dardanelspor ‏.

## وصلات خارجية
- فرقان بولات على موقع اتحاد تركيا (لاعب) (الإنجليزية)
- فرقان بولات على موقع قاعدة بيانات كرة القدم.إي يو (الإنجليزية)
- فرقان بولات على موقع Soccerway.com (الإنجليزية)
- فرقان بولات على موقع عالم كرة القدم.نت (الإنجليزية)